# Paul Malékou
Paul Malékou, né le 17 novembre 1938 à Fougamou, au Gabon, est un homme politique gabonais. 

## Biographie
En 1968, il occupe brièvement le poste de ministre des Affaires étrangères.
De 1975 à 1983, il est directeur général de l'Agence pour la sécurité de la navigation aérienne en Afrique et à Madagascar (ASECNA).

## Crédits
- (en) Cet article est partiellement ou en totalité issu de l’article de Wikipédia en anglais intitulé « Paul Malékou » (voir la liste des auteurs).